# Ethminolia hornungi
Ethminolia hornungi is een slakkensoort uit de familie van de Trochidae. De wetenschappelijke naam van de soort is voor het eerst geldig gepubliceerd in 1931 door Bisacchi.